# Slonova jabuka
Slonova jabuka (limonija, lat. Limonia) slonova jabuka jedina je vrsta u rodu limonija (Limonia) koji pripada porodici rutovki. To je korisno stablo koje raste po azijskim državama Indija, Šri Lanki, Bangladešu Andamanskim otocima, a uvezeno je i po susjednim azijskim zemljama

## Opis
Maleno listopadno drvo koje naraste do 9 metara visine. Plod ima poput kamena tvrd oklop, ljekovit je i njegovo stablo se smatra svetim u hinduskoj religiji. Plod se često koristi kao dodatak pićima (diwal kiri) i Slatkišiima, a od njega se pravi i džem. Okus je kiselkasto–slatkast, miris oštar, a konzumira se često sa solju
- Stablo
- Kora
- Listovi i cvjetovi
- Plodovi
- Plod
- Sok od ploda limonije